# Hebius andreae
Espèce
Statut de conservation UICN

 DD  : Données insuffisantes
Hebius andreae est une espèce de serpents de la famille des Natricidae. 

## Répartition
Cette espèce est endémique de la province de Quảng Bình au Viêt Nam,.

## Description
L'holotype de Hebius andreae, un mâle capturé sur la commune de Thượng Hóa (en), mesure 608 mm de longueur totale dont 188 mm pour la queue. 

## Classification
Le nom valide complet (avec auteur) de ce taxon est Hebius andreae (Ziegler & Le Khac (d), 2006).
L'espèce a été initialement classée dans le genre Amphiesma sous le protonyme Amphiesma andreae Ziegler & Le Khac Quyet, 2006,. Les auteurs ont suggéré le nom vernaculaire d'Amphiesma d'Andrea en français.
Hebius andreae a pour synonyme :
- Amphiesma andreae Ziegler & Le Khac Quyet, 2006

## Étymologie
Cette espèce est nommée en l'honneur d'Andrea Ziegler, l'épouse de Thomas Ziegler et ce en remerciement de sa patience et de son support pendant la dernière décennie durant les recherches herpétologiques de son mari.

## Publication originale
- (en) Thomas Ziegler et Le Khac Quyet, « A new natricine snake of the genus Amphiesma (Squamata: Colubridae: Natricinae) from the central Truong Son, Vietnam », Zootaxa, Magnolia Press (d), vol. 1225, no 1,‎ 5 juin 2006, p. 39-56 (ISSN 1175-5334 et 1175-5326, OCLC 49030618, DOI 10.11646/ZOOTAXA.1225.1.4, lire en ligne).